# 達者
| ウィキペディアには「達者」という見出しの百科事典記事はありません（タイトルに「達者」を含むページの一覧/「達者」で始まるページの一覧）。 代わりにウィクショナリーのページ「達者」が役に立つかもしれません。 |